# Khalid Kamal Yaseen
Khalid Kamal Yaseen (Geburtsname Peter Ndegwa; * 10. Oktober 1982) ist ein Langstreckenläufer kenianischer Herkunft, der seit 2005 die Staatsbürgerschaft von Bahrain besitzt. Er hat sich auf die Marathondistanz spezialisiert.
Bei den Leichtathletik-Weltmeisterschaften 2007 in Osaka belegte er in 2:26:32 h den 29. Platz. 2008 wurde er im März zunächst Dritter beim Los-Angeles-Marathon (2:15:23 h) und zwei Monate später Vierter beim Düsseldorf-Marathon in persönlicher Bestleistung von 2:11:43 h.
2009 siegte er in 2:14:31 h beim Madrid-Marathon. Im selben Jahr erreichte er bei den Leichtathletik-Weltmeisterschaften in Berlin in 2:20:11 h nur den 40. Platz.

## Bestleistungen
- 10.000 m: 28:10,89 min, 5. Juni 2006, Neerpelt
- Halbmarathon: 1:02:35 h, 29. April 2005, Manama
- Marathon: 2:11:43 h, 4. Mai 2008, Düsseldorf